# Кандабулак (село)
Кандабулак — село в Сергиевском районе Самарской области, административный центр сельского поселения Кандабулак.

## География
Находится на расстоянии примерно 25 километров по прямой на запад от районного центра села Сергиевск.

## История
Основано в 1737 году для размещения калмыков. В 1771 году на средства жителей села была построена деревянная церковь Дмитрия Солунского. В 1905 построена новая каменная церковь (закрыта в 1939 году). В 1837 году в селе проживало 1611 человек, из них калмыков было 336. В 1900 году в селе насчитывалось 536 дворов, и 3012 человек.  В советское время работали колхозы «Красный октябрь» и «Комсомолец».

## Население
Постоянное население составляло 737 человек (русские 91%) в 2002 году, 654 в 2010 году.